# Dan Doyle
Pour les articles homonymes, voir Doyle.
Daniel Doyle, couramment appelé Dan Doyle, est un footballeur international écossais, né en 1864 et mort en 1918. Évoluant au poste d'arrière gauche, il est particulièrement connu pour ses saisons au Celtic.
Il compte 8 sélections en équipe d'Écosse.

## Biographie

### Carrière en club
Doyle joua à la fois dans des clubs écossais (East Stirlingshire, Hibernian et Celtic) et anglais (Sunderland Albion (en), Grimsby Town, Bolton Wanderers et Everton).
En janvier 1889, lors d'un match amical entre Staveley et Grimsby Town, Dan Doyle heurte involontairement un joueur adverse, William Cropper, d'un coup de genou dans l'abdomen, le blessant mortellement. Cropper meurt dans la nuit dans le vestiaire de Grimsby.
Doyle connut ses huit sélections en équipe d'Écosse pendant qu'il jouait au Celtic.
Il fut aussi par ailleurs un joueur réputé de boulingrin.

### Carrière internationale
Dan Doyle reçoit huit sélections en faveur de l'équipe d'Écosse. Il joue son premier match le 2 avril 1892, pour une défaite 1-4, à l'Ibrox Park de Glasgow, contre l'Angleterre en British Home Championship. Il reçoit sa dernière sélection le 2 avril 1898, pour une défaite 1-3, au Celtic Park de Glasgow, contre l'Angleterre en British Home Championship. Il n'inscrit aucun but lors de ses huit sélections.
Il participe avec l'Écosse aux British Home Championships de 1892, 1893, 1894, 1895, 1897 et 1898.